# 建構式數學
建構式數學，是一種源自於1989年美國數學教師委員會為闡明數學教學原則所提出的數學教育方式。
在美加地區的「學校數學的課程與評價標準」文件中，試圖為美國和加拿大K-12（5~18歲）的數學教育提出一個願景。他們的建議在90年代被聯邦政府與地方政府等許多教育機構所採納。2000年全國數學教師委員會修定並出版了《學校數學的原則和標準》（PSSM），而這個版本也成為許多州的數學基礎，並為政府資助的教科書目。其最重要的標準，是強烈的呼籲手算數學並贊成學生發現自己知識和概念的思考。《學校數學的原則和標準》採取了更加平衡的觀點，但仍強調概念性思考和問題解決。這種方式的數學教學被稱為「建構式數學」或者叫「改革數學」。

## 原則和標準
數學教育改革的推動始於80年代初期，也就是教育工作者在60年代和70年代所稱的「新數學」。皮亞傑和其他發展心理學家將工作的重心從數學的教育內容轉移到孩童學習數學的最好方式上。全國數學教師委員會集結了在1989年國家研究的學校數學的課程與評價標準和2000年的學校數學的原則和標準，提出了改革運動的定義.。
改革的課程使得學生在數學想法的探索和演算受到挑戰。改革強調書寫和口頭溝通的能力、團隊合作的方式、概念之間的關係、以及表達方式之間的關係。相較之下，傳統式數學則強調數學的演算方式並提供一連串的習題來練習解題技巧。
傳統式數學注重在正確解答演算的教法，也因為這樣專注於演算的應用，學生必須使用特定的解法來解題，而這不在建構式數學強調的重點  。建構式數學並不排斥正確答案，但更強調學生解題的過程，而不是答案本身。偶然的演算錯誤並不重要，因為那不是解決問題的最重要部份。研究顯示，當兒童知道解題方法的背後意涵之後，他們較少犯計算錯誤並且能夠更久記住演算流程。一般來說，建構式數學學生的在演算技巧上的表現不輸給傳統式教學的學生，且被認為在問題解決的測試中表現的更好。

## 美國
以美國實施建構式數學計劃為例。1992年12月美國教育部曾提出10項建構主義的數學計劃，但沒想到這個計劃一提出之後，很快地被全美的數學家及教育家公開反駁，認為這樣學生會無法做好往後上大學的準備。於是2000年4月中，美國數學教師國家委員會即發表了學習數學的原則及標準，內容提到恢復使用機械式的方法去計算乘法，也就是必須背誦九九乘法表。

## 建構式數學及台灣教改
台灣在1990年代的臺灣數學教學改革一度引入建構式數學，後來因爭議過大，且實證完全失敗，不切實際，實務教學已全面拋棄。
中華民國教育部於1999年開始的教改中《國小數學課程標準》將建構式數學列為數學新式教法，10多年來爭議和兩極化聲浪不斷，引發多位教師與家長們的批評，甚至有許多補教名師更廣開數學補習班招攬生意。亦有批評者認為嚴重削弱國力。
建構式數學主要推動者為台大數學系教授（黃敏晃及史英）。建構式數學和傳統數學教學有極大差異，卻在教師與社會大眾皆不熟悉的情況下實施，其中最為人詬病的部分在於繁瑣的計算過程，和傳統背誦九九乘法表相比，計算速度十分緩慢且無效率，造成基層教師的批評，尤其不適用於大班制教學。史英則認為建構式數學本身沒有錯，而是長年習慣適用於過往教法的師資並沒有充分受到訓練，只是在短期內突然替換教材的方式來實施，許多老師本身都不知道建構式教學法的精神何在，再加以高中、大學的考試和課程內容並沒有相對應修改，方方面面造成諸多接軌亂象。
2002年學習建構式數學的第一批學生升上國中，在第一次段考中數學成績較以往大為滑落，隨即引起媒體廣大的討論，且引發學生數學能力下降的恐慌。2003年教育部下令規定不再獨尊建構式數學。
數學家丘成桐則是認為不背誦九九乘法表的極端建構式數學是種「不幸」。

## 資料來源
1. ↑  "Standards-Based Mathematics Curriculum Materials: A Phrase in Search of a Definition" （页面存档备份，存于） By Paul R. Trafton, Barbara J. Reys, and Deanna G. Wasman
2. ↑  .   [2011-06-30]. （原始内容存档于2016-12-20）.
3. 1 2   John A. Van de Walle, Elementary and Middle School Mathematics: Teaching Developmentally Longman, 2001, ISBN 08013-3253-2
4. ↑  See Van Hiele model for an example of research that influenced the NCTM Standards
5. ↑  .   [2011-06-30]. （原始内容存档于2016-10-05）.
6. ↑  Carpenter, T.P., , American Educational Research Journal, 1989, 26 (4): 499–531
7. ↑  Villasenor, A.; Kepner, H. S., , Journal for Research in Mathematics Education, 1993, (24): 62–70
8. ↑  Fennema, E.; Carpenter, M., Davis & Maher , 编, , Needham Heights, MA: Allyn and Bacon, 1992
9. ↑  Hiebert, James, , Journal for Research in Mathematics Education, 1999, 30 (1): 3–19, JSTOR 749627, doi:10.2307/749627
10. ↑  張錦弘、李名揚. . 聯合新聞網. 2005-11-16  [2015-07-20]. （原始内容存档于2015-07-20）.

## 外部連結
- NCTM standards online （页面存档备份，存于） 120-day free access, otherwise the public is required to pay to purchase or view the standards.
- Original 1989 Curriculum and Evaluation Standards
- 1991 Professional Standards
- 1995 Assessment Standards